# 姚子壯
姚子壯，字六康，廣東歸善人，南明政治人物，賜同進士出身。
崇禎六年癸酉科舉人，永曆三年御試賜進士，授庶吉士，入清後出仕任官。